# Street
Pour les articles homonymes, voir Street (homonymie).
Le street est une spécialité du roller agressif, du skateboard, du vélo (VTT, Enduro, BMX), du monocycle, de la trottinette, du longboard.
Il se pratique initialement en milieu urbain d'où son nom : street (« rue » en anglais). Mais face à son développement sauvage, les municipalités tentent de le prendre en compte dans l'aménagement des nouveaux territoires urbains. La tendance est donc au développement de cette pratique en skatepark. Ces derniers reproduisent le territoire urbain : trottoir, muret, descente d'escalier... Les rideurs exécutent des sauts, des grinds (glisse sur des murs ou sur des barres), il existe un nombre important de figures aux noms spécifiques.

## Le street en roller
Le but des pratiquants de cette spécialité est d'effectuer un enchaînement de plusieurs tricks (figures), ceci se nommant budget (changement de position sur un pied) ou switch (changement de position sur les deux pieds).
Cela consiste à partir d'une position initiale de slide en gardant un pied glissant sur la barre et en bougeant l'autre pour effectuer un nouveau slide.
Les rollers utilisés sont spéciaux puisqu'il faut garder le plus de stabilité possible lors des différents tricks.
Les plus grandes stars du roller agressif ainsi que la jeunesse actuelle pratiquent la discipline le plus souvent dans la rue sur les rampes d'escalier ou autre matériaux publics.

## Le street en skateboard
Le street en skateboard est une discipline pratiquée principalement dans les environnements urbains. Les pratiquants utilisent les éléments architecturaux tels que les escaliers, rampes, bancs et trottoirs comme obstacles.
Cette pratique met en avant la créativité et l'adaptabilité des skateurs. Ils jouent et exploitent les possibilités des infrastructures publiques pour réaliser des tricks (figures).
Les compétitions de street sont aujourd'hui des événements qui se déroulent dans des espaces factices, reproduisant le mobilier urbain. Les athlètes se retrouvent lors de compétitions sur des formats tels que la SLS, les X Games et les Jeux olympiques, où ils sont jugés sur l'originalité, la difficulté et l'exécution de leurs tricks.
Chaque année le Championnat de France de Skateboard propose une compétition Skate Street et une compétition Skate Bowl.